# Волосовский район
Во́лосовский муниципа́льный райо́н — муниципальное образование в юго-западной части Ленинградской области.
Административный центр — город Волосово, отсюда название района.
Образован в сентябре 1927 года. С 1963 по 1965 год входил в состав Кингисеппского сельского района.

## География
Площадь района — 2,73 тыс.км², что составляет 3,65 % площади области. По этому показателю район занимает 14-е место в регионе. С севера на юг район вытянут на 65 км, с запада на восток — на 55 км.
Граничит:
- на севере — с Ломоносовским муниципальным районом;
- на востоке — с Гатчинским муниципальным округом;
- на юге — с Лужским муниципальным районом;
- на юго-западе — со Сланцевским муниципальным районом;
- на западе — с Кингисеппским муниципальным районом.

Расстояние от административного центра района до Санкт-Петербурга — 85 км.

## Природа
- Рельеф равнинный, частично заболоченный, на севере района присутствуют отдельные холмы. Большая часть района находится на Ижорской возвышенности.
- Более 60 % площади занимают леса.
- По территории района более 40 рек общей протяжённостью 535 км. Крупнейшими являются Луга, её приток Вруда (60км) и Оредеж (на востоке района).
- На территории района находится ряд озёр: озеро Донцо, образовавшееся на месте выхода подземных ключей, озеро Хюльгюзи в карстовой котловине и другие.
- Наиболее распространённым видом почв в районе являются дерново-карбонатные. Их ещё называют «северными чернозёмами», так как они благоприятны для развития земледелия.
- Имеются несколько месторождений известняка, керамические глины и пески.
- В лесах растут ягоды: малина, морошка, черника, голубика, брусника, клюква, а также грибы.
- В лесах обитают звери: куница, норка, енотовидная собака, лось, кабан, медведь, рысь, барсук, волк.
- На территории района обитают птицы: глухарь, лебедь, журавль, гусь, аист.

## История
1 августа 1927 года в составе Ленинградского округа Ленинградской области был образован Волосовский район. В него вошли 27 сельсоветов бывшей Ленинградской губернии:
- из Венгисаровской волости Троцкого уезда — 11 сельсоветов (Везиковский, Волосовский, Горский, Губаницкий, Зареченский, Калитинский, Кикеринский, Клопицкий, Ознаковский, Смольский, Череповецкий);
- из Бегуницкой волости Троцкого уезда — 5 сельсоветов (Артюшкинский, Бегуницкий, Каськовский, Местановский, Тешковский);
- из Сосницкой волости Троцкого уезда — 10 сельсоветов (Верестский, Гусинский, Запольский, Озертицкий, Раковский, Репольский, Селишенский, Сосницкий, Сосновский, Черновский);
- из Врудской волости Кингисеппского уезда 1 сельсовет — Врудский.

В районе проживали 28 250 человек, из них:
- русские — 16 309 чел.
- финны — 6585 чел.
- эстонцы — 4814 чел.[4]

В ноябре 1928 года в результате укрупнения были ликвидированы 11 сельсоветов.
В 1930 году в связи с ликвидацией округов район вошёл непосредственно в область. В 1931 году были образованы эстонские национальные сельсоветы: Аракюльский, Смолеговицкий, Зимитицкий. 20 сентября 1931 года к Волосовскому району был присоединен Молосковицкий район в составе 16 сельсоветов. С марта 1935 по сентябрь 1940 район входил в состав приграничного Кингисеппского округа. 22 февраля 1939 года эстонские национальные сельсоветы были ликвидированы.
В годы Великой Отечественной войны район был оккупирован и сильно пострадал. Было уничтожено 6 заводов, 14 электростанций, около 20 тыс. человек были угнаны в рабство, 20 деревень были сожжены, а в 82 населённых пунктах не осталось ни одного жителя. В послевоенный период хозяйство района было восстановлено.
30 октября 1950 года из учётных данных были исключены Пустышкинский и Раковский сельсоветы. 16 июня 1954 года было произведено укрупнение сельсоветов, в результате в районе осталось 2 рабочих поселка (Волосово, Кикерино) и 16 сельсоветов. 8 мая 1959 года из Волосовского района в Гатчинский район был переведён Смольковский сельсовет. 14 августа 1961 года из ликвидированного Осьминского района в Волосовский район были переведены Клескушский, Сабский, Хотнежский сельсоветы.
С 1 февраля 1963 по 12 января 1965 года район входил в состав Кингисеппского сельского района. На 1 июля 1965 года в состав района входило 2 рабочих песёлка и 18 сельсоветов.
По данным 1973 года, в состав района входило 13 сельсоветов (были упразднены Волновский, Кикеринский, Клескушский, Местановский, Молосковицкий сельсоветы; Курский был переименован в Остроговицкий).
По данным 1990 года, в состав района входило 15 сельсоветов (упразднены Волосовский, Сосницкий сельсоветы, образованы Беседский, Изварский, Клопицкий, Рабитицкий).
18 января 1994 года постановлением главы администрации Ленинградской области № 10 «Об изменениях административно-территориального устройства районов Ленинградской области» было изменено название административно-территориальной единицы «сельсовет» на исторически традиционное наименование административно-территориальной единицы России «волость», таким образом в составе района было организовано 14 волостей (при этом был упразднён Хотнежский сельсовет). 17 апреля 1996 года после принятия областного закона № 9-ОЗ «Об административно-территориальном устройстве Ленинградской области» Волосовский район получил статус муниципального образования.
30 марта 1999 года посёлок городского типа Волосово получил статус города. 15 июля 2004 года посёлок городского типа Кикерино был преобразован в сельский населённый пункт.
С 1 января 2006 года в соответствии с областным законом № 64-оз от 24 сентября 2004 года «Об установлении границ и наделении соответствующим статусом муниципального образования Волосовский муниципальный район и муниципальных образований в его составе». в составе района образованы 1 городское и 15 сельских поселений (включая Кикеринское сельское поселение).

## Население
| 1933    | 1936    | 1939    | 1959    | 1970    | 1979    | 1989    | 2002    | 2006    |
| ------- | ------- | ------- | ------- | ------- | ------- | ------- | ------- | ------- |
| 47 800  | ↘47 400 | ↗50 519 | ↘40 068 | ↘38 583 | ↗40 309 | ↗46 908 | ↗48 128 | ↘48 100 |
| 2009    | 2010    | 2011    | 2012    | 2013    | 2014    | 2015    | 2016    | 2017    |
| ↗48 121 | ↗49 443 | ↗49 531 | ↗49 973 | ↗50 818 | ↗51 412 | ↗51 888 | ↘51 824 | ↗51 923 |
| 2018    | 2019    | 2020    | 2021    | 2023    | 2024    | 2025    |         |         |
| ↘51 675 | ↘51 668 | ↗51 778 | ↘50 376 | ↘50 211 | ↗50 257 | ↗50 371 |         |         |

### Урбанизация
В городских условиях (город Волосово) проживают 22,42 % населения района.

### Демография
Демографическая ситуация характеризуется естественной убылью населения. В 2006 году уровень рождаемости составил 9,1 ‰, смертности — 21,1 ‰, естественной убыли — 12,0 ‰. По демографическим показателям район близок к среднему по области уровню. Вместе с тем для района в 1990-е годы был характерен положительный миграционный прирост населения, поэтому в целом за постсоветский район численность его населения несколько увеличилась (с 46 776 чел. в 1989 году до 48 137 в 2007 году, или на 2,9 %). В 2000-е годы, с постепенным сокращением иммиграции, численность населения района стабилизировалась.

### Национальный состав
Численность населения района на 14 октября 2010 года составляет 49 443 человек, что составляет 2,87 % населения области. По этому показателю район занимает 15-е место в регионе. Национальный состав (2002 год): русские — 89,90 %, украинцы — 2,38 %, белорусы — 1,72 %, финны — 0,90 %.
По итогам переписи населения 2020 года проживали следующие национальности (национальности менее 0,1 % и другое, см. в сноске к строке «Другие»):
| Национальность | Численность, чел. | Доля     |
| -------------- | ----------------- | -------- |
| Русские        | 44 235            | 87,81 %  |
| Украинцы       | 392               | 0,78 %   |
| Армяне         | 389               | 0,77 %   |
| Таджики        | 370               | 0,73 %   |
| Азербайджанцы  | 277               | 0,55 %   |
| Узбеки         | 192               | 0,38 %   |
| Белорусы       | 183               | 0,36 %   |
| Татары         | 129               | 0,26 %   |
| Молдаване      | 102               | 0,20 %   |
| Езиды          | 72                | 0,14 %   |
| Чеченцы        | 59                | 0,12 %   |
| Финны          | 58                | 0,12 %   |
| Другие         | 3918              | 7,78 %   |
| Итого          | 50 376            | 100,00 % |

## Муниципально-территориальное устройство
Волосовский муниципальный район как административно-территориальная единица делится на 7 поселений, как муниципальное образование — включает 7 муниципальных образований нижнего уровня, в том числе 1 городское поселение и 6 сельских поселений.
| № | Поселение                         | Административный центр | Количество населённых пунктов | Население 2025 (чел.) | Площадь (км²) |
| - | --------------------------------- | ---------------------- | ----------------------------- | --------------------- | ------------- |
| 1 | Волосовское городское поселение   | город Волосово         | 2                             | ↘11 415               | 17,56         |
| 2 | Бегуницкое сельское поселение     | деревня Бегуницы       | 47                            | ↗7595                 | 424,50        |
| 3 | Большеврудское сельское поселение | деревня Большая Вруда  | 58                            | ↗9390                 | 552,50        |
| 4 | Калитинское сельское поселение    | посёлок Калитино       | 24                            | ↗6312                 | 197,50        |
| 5 | Клопицкое сельское поселение      | деревня Клопицы        | 34                            | ↗8779                 | 286,00        |
| 6 | Рабитицкое сельское поселение     | деревня Рабитицы       | 16                            | ↘5214                 | 716,00        |
| 7 | Сабское сельское поселение        | деревня Большой Сабск  | 20                            | ↘1666                 | 496,03        |

## Населённые пункты
Распределение населения района:
 Волосово (22,42 %) Бегуницы (7,04 %) Извара  (4,99 %) Большая Вруда (4,90 %) Сельцо  (4,33 %) Кикерино (4,10 %) Остальные (52,22 %)
В Волосовском районе 201 населённый пункт.
| №   | Населённый пункт                  | Тип                  | Население | Муниципальное образование         |
| --- | --------------------------------- | -------------------- | --------- | --------------------------------- |
| 1   | Анташи                            | деревня              | ↗86       | Клопицкое сельское поселение      |
| 2   | Аракюля                           | деревня              | ↘6        | Большеврудское сельское поселение |
| 3   | Арбонье                           | деревня              | ↗33       | Калитинское сельское поселение    |
| 4   | Бегуницы                          | деревня              | ↘3546     | Бегуницкое сельское поселение     |
| 5   | Беседа                            | посёлок              | ↘1041     | Большеврудское сельское поселение |
| 6   | Большая Вруда                     | деревня              | ↗2468     | Большеврудское сельское поселение |
| 7   | Большие Лашковицы                 | деревня              | ↘13       | Бегуницкое сельское поселение     |
| 8   | Большие Озертицы                  | деревня              | ↘25       | Большеврудское сельское поселение |
| 9   | Большие Сяглицы                   | деревня              | ↗26       | Большеврудское сельское поселение |
| 10  | Большое Кикерино                  | деревня              | ↗69       | Калитинское сельское поселение    |
| 11  | Большое Тешково                   | деревня              | ↘122      | Бегуницкое сельское поселение     |
| 12  | Большой Сабск                     | деревня              | ↗1511     | Сабское сельское поселение        |
| 13  | Будино                            | деревня              | ↗136      | Клопицкое сельское поселение      |
| 14  | Буяницы                           | деревня              | ↗42       | Бегуницкое сельское поселение     |
| 15  | Везиково                          | деревня              | ↗21       | Клопицкое сельское поселение      |
| 16  | Верницы                           | деревня              | ↗15       | Бегуницкое сельское поселение     |
| 17  | Волгово                           | деревня              | ↗195      | Клопицкое сельское поселение      |
| 18  | Волна                             | деревня              | ↗72       | Сабское сельское поселение        |
| 19  | Волосово                          | город                | ↘11 293   | Волосовское городское поселение   |
| 20  | Волпи                             | деревня              | ↘8        | Большеврудское сельское поселение |
| 21  | Восемьдесят первый километр       | посёлок              | ↗49       | Калитинское сельское поселение    |
| 22  | Вруда                             | посёлок              | ↗298      | Большеврудское сельское поселение |
| 23  | Вязок                             | деревня              | →4        | Сабское сельское поселение        |
| 24  | Глумицы                           | деревня              | ↗103      | Калитинское сельское поселение    |
| 25  | Голубовицы                        | деревня              | ↘7        | Клопицкое сельское поселение      |
| 26  | Голятицы                          | деревня              | ↗12       | Бегуницкое сельское поселение     |
| 27  | Гомонтово                         | деревня              | ↗79       | Бегуницкое сельское поселение     |
| 28  | Горицы                            | деревня              | ↘8        | Большеврудское сельское поселение |
| 29  | Горки                             | деревня              | ↗53       | Клопицкое сельское поселение      |
| 30  | Горки                             | деревня              | ↘2        | Бегуницкое сельское поселение     |
| 31  | Горье                             | деревня              | ↘11       | Бегуницкое сельское поселение     |
| 32  | Гостятино                         | деревня              | ↗4        | Сабское сельское поселение        |
| 33  | Греблово                          | деревня              | ↘8        | Клопицкое сельское поселение      |
| 34  | Губаницы                          | деревня              | ↗332      | Клопицкое сельское поселение      |
| 35  | Добряницы                         | деревня              | ↗38       | Клопицкое сельское поселение      |
| 36  | Домашковицы                       | деревня              | ↘78       | Рабитицкое сельское поселение     |
| 37  | Донцо                             | деревня              | ↘9        | Калитинское сельское поселение    |
| 38  | Жилгородок                        | посёлок              | ↗276      | Клопицкое сельское поселение      |
| 39  | Загорицы                          | деревня              | ↘22       | Большеврудское сельское поселение |
| 40  | Заполье                           | деревня              | ↘139      | Рабитицкое сельское поселение     |
| 41  | Захонье                           | деревня              | ↗176      | Рабитицкое сельское поселение     |
| 42  | Зимитицы                          | деревня              | ↗30       | Бегуницкое сельское поселение     |
| 43  | Зимитицы                          | посёлок              | ↗1370     | Бегуницкое сельское поселение     |
| 44  | Зябицы                            | деревня              | ↘11       | Бегуницкое сельское поселение     |
| 45  | Ивановское                        | деревня              | ↗131      | Бегуницкое сельское поселение     |
| 46  | Извара                            | деревня              | ↗2516     | Рабитицкое сельское поселение     |
| 47  | Извоз                             | деревня              | ↗9        | Сабское сельское поселение        |
| 48  | Изори                             | деревня              | →5        | Сабское сельское поселение        |
| 49  | Ильеши                            | деревня              | ↗45       | Бегуницкое сельское поселение     |
| 50  | Кайкино                           | деревня              | ↘51       | Бегуницкое сельское поселение     |
| 51  | Калитино                          | деревня              | ↗223      | Калитинское сельское поселение    |
| 52  | Калитино                          | посёлок              | ↘1479     | Калитинское сельское поселение    |
| 53  | Каложицы                          | деревня              | ↘48       | Большеврудское сельское поселение |
| 54  | Каложицы                          | посёлок              | ↗808      | Большеврудское сельское поселение |
| 55  | Кальмус                           | деревня              | ↗45       | Бегуницкое сельское поселение     |
| 56  | Канаршино                         | деревня              | ↗107      | Бегуницкое сельское поселение     |
| 57  | Кандакюля                         | деревня              | ↘13       | Клопицкое сельское поселение      |
| 58  | Каргалозы                         | деревня              | ↗35       | Калитинское сельское поселение    |
| 59  | Карстолово                        | деревня              | ↘4        | Бегуницкое сельское поселение     |
| 60  | Каськово                          | деревня              | ↗88       | Клопицкое сельское поселение      |
| 61  | Кемполово                         | деревня              | ↗23       | Клопицкое сельское поселение      |
| 62  | Кивалицы                          | деревня              | ↘12       | Клопицкое сельское поселение      |
| 63  | Кикерино                          | посёлок              | ↘2067     | Калитинское сельское поселение    |
| 64  | Кирово                            | деревня              | →15       | Бегуницкое сельское поселение     |
| 65  | Клопицы                           | деревня              | ↗1229     | Клопицкое сельское поселение      |
| 66  | Княжево                           | деревня              | ↘31       | Большеврудское сельское поселение |
| 67  | Коноховицы                        | деревня              | ↘27       | Большеврудское сельское поселение |
| 68  | Коростовицы                       | деревня              | →24       | Бегуницкое сельское поселение     |
| 69  | Корчаны                           | деревня              | ↗64       | Бегуницкое сельское поселение     |
| 70  | Коряча                            | деревня              | ↗9        | Сабское сельское поселение        |
| 71  | Котино                            | деревня              | ↗15       | Большеврудское сельское поселение |
| 72  | Котино                            | деревня              | ↗21       | Клопицкое сельское поселение      |
| 73  | Красная Мыза                      | деревня              | ↘0        | Клопицкое сельское поселение      |
| 74  | Красное Брызгово                  | деревня              | ↗33       | Бегуницкое сельское поселение     |
| 75  | Красные Прологи                   | деревня              | →6        | Большеврудское сельское поселение |
| 76  | Красные Череповицы                | деревня              | ↗54       | Клопицкое сельское поселение      |
| 77  | Красный Луч                       | посёлок              | ↘361      | Большеврудское сельское поселение |
| 78  | Красный Маяк                      | посёлок              | →42       | Сабское сельское поселение        |
| 79  | Кряково                           | деревня              | ↗19       | Большеврудское сельское поселение |
| 80  | Кудрино                           | деревня              | →0        | Большеврудское сельское поселение |
| 81  | Курголово                         | деревня              | ↗61       | Клопицкое сельское поселение      |
| 82  | Курковицы                         | деревня              | ↗1408     | Калитинское сельское поселение    |
| 83  | Курск                             | деревня              | ↘217      | Большеврудское сельское поселение |
| 84  | Курск                             | посёлок              | ↘1331     | Большеврудское сельское поселение |
| 85  | Кюльвия                           | деревня              | ↗5        | Бегуницкое сельское поселение     |
| 86  | Лагоново                          | деревня              | ↗122      | Волосовское городское поселение   |
| 87  | Лашковицы                         | деревня              | ↗47       | Бегуницкое сельское поселение     |
| 88  | Лелино                            | деревня              | ↘2        | Большеврудское сельское поселение |
| 89  | Лемовжа                           | деревня              | ↗27       | Сабское сельское поселение        |
| 90  | Летошицы                          | деревня              | ↗77       | Большеврудское сельское поселение |
| 91  | Лиможа                            | деревня              | ↗55       | Рабитицкое сельское поселение     |
| 92  | Липовая Гора                      | деревня              | ↗13       | Калитинское сельское поселение    |
| 93  | Лисино                            | деревня              | ↗134      | Калитинское сельское поселение    |
| 94  | Лопец                             | деревня              | ↘0        | Большеврудское сельское поселение |
| 95  | Мазаная Горка                     | деревня              | ↘3        | Рабитицкое сельское поселение     |
| 96  | Максимовка                        | деревня              | ↗5        | Сабское сельское поселение        |
| 97  | Малая Александровка               | деревня              | ↘7        | Большеврудское сельское поселение |
| 98  | Малая Вруда                       | деревня              | ↘0        | Большеврудское сельское поселение |
| 99  | Малое Заречье                     | деревня              | ↗12       | Калитинское сельское поселение    |
| 100 | Малое Кикерино                    | деревня              | ↗36       | Калитинское сельское поселение    |
| 101 | Малое Тешково                     | деревня              | ↘22       | Бегуницкое сельское поселение     |
| 102 | Малый Сабск                       | деревня              | ↗18       | Сабское сельское поселение        |
| 103 | Марково                           | деревня              | ↗39       | Бегуницкое сельское поселение     |
| 104 | Медниково                         | деревня              | ↗104      | Клопицкое сельское поселение      |
| 105 | Местаново                         | деревня              | ↘62       | Бегуницкое сельское поселение     |
| 106 | Модолицы                          | деревня              | ↘10       | Клопицкое сельское поселение      |
| 107 | Молосковицы                       | деревня              | 128       | Большеврудское сельское поселение |
| 108 | Молосковицы                       | посёлок              | ↘236      | Большеврудское сельское поселение |
| 109 | Морозово                          | деревня              | ↗59       | Большеврудское сельское поселение |
| 110 | Муратово                          | деревня              | ↗34       | Клопицкое сельское поселение      |
| 111 | Муромицы                          | деревня              | →8        | Большеврудское сельское поселение |
| 112 | Мыза-Арбонье                      | деревня              | ↗13       | Калитинское сельское поселение    |
| 113 | Мышкино                           | деревня              | ↗27       | Сабское сельское поселение        |
| 114 | Негодицы                          | деревня              | ↗24       | Бегуницкое сельское поселение     |
| 115 | Новое Рагулово                    | деревня              | ↘2        | Большеврудское сельское поселение |
| 116 | Новые Красницы                    | деревня              | ↘15       | Большеврудское сельское поселение |
| 117 | Новые Раглицы                     | деревня              | ↗32       | Калитинское сельское поселение    |
| 118 | Новые Смолеговицы                 | деревня              | ↗79       | Большеврудское сельское поселение |
| 119 | Овинцево                          | деревня              | ↗36       | Большеврудское сельское поселение |
| 120 | Ожогино                           | деревня              | ↘28       | Клопицкое сельское поселение      |
| 121 | Озёра                             | деревня              | ↗25       | Калитинское сельское поселение    |
| 122 | Озертицы                          | деревня              | ↗62       | Рабитицкое сельское поселение     |
| 123 | Ольхово                           | деревня              | ↘15       | Клопицкое сельское поселение      |
| 124 | Ославье                           | деревня              | ↗60       | Бегуницкое сельское поселение     |
| 125 | Остроговицы                       | посёлок              | ↘187      | Большеврудское сельское поселение |
| 126 | Отделение совхоза «Кикерино»      | посёлок              | ↘122      | Калитинское сельское поселение    |
| 127 | Пежевицы                          | деревня              | ↘23       | Бегуницкое сельское поселение     |
| 128 | Плещевицы                         | деревня              | ↗48       | Большеврудское сельское поселение |
| 129 | Поддубье                          | деревня              | ↘9        | Бегуницкое сельское поселение     |
| 130 | Полобицы                          | деревня              | ↗148      | Большеврудское сельское поселение |
| 131 | Прологи                           | деревня              | ↗23       | Большеврудское сельское поселение |
| 132 | Пружицы                           | деревня              | ↗43       | Бегуницкое сельское поселение     |
| 133 | Пятая Гора                        | деревня              | ↘16       | Калитинское сельское поселение    |
| 134 | Рабитицы                          | деревня              | ↗1427     | Рабитицкое сельское поселение     |
| 135 | Рабитицы                          | посёлок              | →11       | Рабитицкое сельское поселение     |
| 136 | Рагулово                          | деревня              | ↘11       | Большеврудское сельское поселение |
| 137 | Радицы                            | деревня              | ↗7        | Бегуницкое сельское поселение     |
| 138 | Редежа                            | деревня              | →6        | Сабское сельское поселение        |
| 139 | Редкино                           | деревня              | ↗31       | Сабское сельское поселение        |
| 140 | Рекково                           | деревня              | ↗6        | Бегуницкое сельское поселение     |
| 141 | Реполка                           | деревня              | ↘502      | Рабитицкое сельское поселение     |
| 142 | Ржевка                            | деревня              | ↘12       | Клопицкое сельское поселение      |
| 143 | Рогатино                          | деревня              | ↘77       | Рабитицкое сельское поселение     |
| 144 | Роговицы                          | деревня              | ↗96       | Калитинское сельское поселение    |
| 145 | Ронковицы                         | деревня              | ↘62       | Клопицкое сельское поселение      |
| 146 | Рукулицы                          | деревня              | →7        | Бегуницкое сельское поселение     |
| 147 | Руссковицы                        | деревня              | ↘13       | Большеврудское сельское поселение |
| 148 | Русское Брызгово                  | деревня              | ↗25       | Бегуницкое сельское поселение     |
| 149 | Рутелицы                          | деревня              | ↗39       | Клопицкое сельское поселение      |
| 150 | Селище                            | деревня              | ↗4        | Рабитицкое сельское поселение     |
| 151 | Село                              | деревня              | ↘20       | Калитинское сельское поселение    |
| 152 | Сельцо                            | деревня              | ↘51       | Клопицкое сельское поселение      |
| 153 | Сельцо                            | посёлок              | ↗2182     | Клопицкое сельское поселение      |
| 154 | Синковицы                         | деревня              | ↗9        | Бегуницкое сельское поселение     |
| 155 | Слепино                           | деревня              | →14       | Сабское сельское поселение        |
| 156 | Слободка                          | деревня              | ↘23       | Клопицкое сельское поселение      |
| 157 | Смёдово                           | деревня              | ↗26       | Бегуницкое сельское поселение     |
| 158 | Смердовицы                        | деревня              | ↘80       | Большеврудское сельское поселение |
| 159 | Соколовка                         | деревня              | ↗28       | Клопицкое сельское поселение      |
| 160 | Сорок шестой километр (лесосклад) | посёлок              | ↘5        | Рабитицкое сельское поселение     |
| 161 | Сосницы                           | деревня              | ↗118      | Рабитицкое сельское поселение     |
| 162 | Сосново                           | деревня              | ↗18       | Рабитицкое сельское поселение     |
| 163 | Старицы                           | деревня              | ↗18       | Сабское сельское поселение        |
| 164 | Старые Бегуницы                   | деревня              | ↗43       | Бегуницкое сельское поселение     |
| 165 | Старые Красницы                   | деревня              | ↘16       | Большеврудское сельское поселение |
| 166 | Старые Раглицы                    | деревня              | ↗64       | Калитинское сельское поселение    |
| 167 | Старые Смолеговицы                | деревня              | ↗18       | Большеврудское сельское поселение |
| 168 | Стойгино                          | деревня              | ↗4        | Бегуницкое сельское поселение     |
| 169 | Сумино                            | посёлок              | ↗1564     | Клопицкое сельское поселение      |
| 170 | Сумск                             | деревня              | ↘73       | Большеврудское сельское поселение |
| 171 | Сырковицы                         | деревня              | ↘72       | Большеврудское сельское поселение |
| 172 | Сяглицы                           | деревня              | ↘8        | Большеврудское сельское поселение |
| 173 | Сяглицы                           | посёлок              | ↗140      | Большеврудское сельское поселение |
| 174 | Татьянино                         | деревня              | ↗43       | Бегуницкое сельское поселение     |
| 175 | Твердять                          | деревня              | →5        | Сабское сельское поселение        |
| 176 | Теглицы                           | деревня              | ↗18       | Бегуницкое сельское поселение     |
| 177 | Терпилицы                         | деревня              | ↗1362     | Бегуницкое сельское поселение     |
| 178 | Томарово                          | деревня              | ↘12       | Бегуницкое сельское поселение     |
| 179 | Торосово                          | деревня              | ↗1521     | Клопицкое сельское поселение      |
| 180 | Тресковицы                        | деревня              | ↗149      | Большеврудское сельское поселение |
| 181 | Устье                             | деревня              | →3        | Сабское сельское поселение        |
| 182 | Ухора                             | деревня              | ↗9        | Большеврудское сельское поселение |
| 183 | Ущевицы                           | деревня              | ↗878      | Большеврудское сельское поселение |
| 184 | Химосово                          | деревня              | →0        | Большеврудское сельское поселение |
| 185 | Холоповицы                        | деревня              | ↗62       | Калитинское сельское поселение    |
| 186 | Хотнежа                           | деревня              | ↘26       | Сабское сельское поселение        |
| 187 | Хотыницы                          | деревня              | →84       | Большеврудское сельское поселение |
| 188 | Хревицы                           | деревня              | ↗25       | Большеврудское сельское поселение |
| 189 | Худанки                           | деревня              | ↘8        | Бегуницкое сельское поселение     |
| 190 | Черенковицы                       | деревня              | ↗19       | Бегуницкое сельское поселение     |
| 191 | Чёрное                            | деревня              | ↘77       | Рабитицкое сельское поселение     |
| 192 | Чирковицы                         | деревня              | ↘48       | Бегуницкое сельское поселение     |
| 193 | Шадырицы                          | деревня              | →6        | Большеврудское сельское поселение |
| 194 | Шёлково                           | деревня              | ↘41       | Клопицкое сельское поселение      |
| 195 | Штурмангоф                        | посёлок              | ↘15       | Большеврудское сельское поселение |
| 196 | Шуговицы                          | деревня              | ↗41       | Большеврудское сельское поселение |
| 197 | Эдази                             | деревня              | ↗56       | Калитинское сельское поселение    |
| 198 | Язвище                            | деревня              | →2        | Сабское сельское поселение        |
| 199 | Ямки                              | деревня              | ↘60       | Большеврудское сельское поселение |
| 200 | Ястребино                         | деревня              | ↗64       | Большеврудское сельское поселение |
| 201 | Ястребино                         | посёлок ж.д. станции | →0        | Большеврудское сельское поселение |

Постановлением правительства Российской Федерации от 21 декабря 1999 года № 1408 «О присвоении наименований географическим объектам и переименовании географических объектов в Ленинградской, Московской, Пермской и Тамбовской областях» новым деревням были присвоены наименования Кудрино, Лопец, Мазаная Горка, Муромицы, Мыза-Арбонье, Ожогино, Озёра, Стойгино, Труново и Ухора.

### Упразднённые населённые пункты
21 декабря 2004 года были упразднены: деревня Труново Бегуницкого сельского поселения и деревня Малые Озертицы Каложицкого сельского поселения.
В апреле 2020 года деревня и посёлок Молосковицы объединили в деревню с сохранением названия Молосковицы.

### История муниципального устройства
С 1 января 2006 года в муниципальном районе сначала было образовано одно городское поселение и 15 сельских поселений.
В мае 2019 года Зимитицкое и Терпилицкое сельские поселения влились в Бегуницкое сельское поселение; Курское, Беседское и Каложицкое влились в Большеврудское сельское поселение; Кикеринское влилось в Калитинское сельское поселение; Губаницкое и Сельцовское сельские поселения влились в Клопицкое сельское поселение; Изварское влилось в Рабитицкое сельское поселение.
| №  | Поселение 2006—2019 гг.           | Административный центр | Количество населённых пунктов | Население 2019 г. (чел.) | Площадь (км²) |
| -- | --------------------------------- | ---------------------- | ----------------------------- | ------------------------ | ------------- |
| 1  | Волосовское городское поселение   | город Волосово         | 2                             | ↘11 985                  | 17,56         |
| 2  | Бегуницкое сельское поселение     | деревня Бегуницы       | 22                            | ↗4998                    | 191,50        |
| 3  | Беседское сельское поселение      | посёлок Беседа         | 12                            | ↘1339                    | 84,00         |
| 4  | Большеврудское сельское поселение | деревня Большая Вруда  | 24                            | ↗4066                    | 179,50        |
| 5  | Губаницкое сельское поселение     | деревня Губаницы       | 14                            | ↘3961                    | 154,00        |
| 6  | Зимитицкое сельское поселение     | посёлок Зимитицы       | 12                            | ↗1755                    | 129,50        |
| 7  | Изварское сельское поселение      | деревня Извара         | 11                            | ↘3366                    | 654,00        |
| 8  | Калитинское сельское поселение    | посёлок Калитино       | 15                            | ↘3872                    | 145,50        |
| 9  | Каложицкое сельское поселение     | посёлок Каложицы       | 10                            | ↗1737                    | 121,50        |
| 10 | Кикеринское сельское поселение    | посёлок Кикерино       | 9                             | ↗2489                    | 52,00         |
| 11 | Клопицкое сельское поселение      | деревня Клопицы        | 8                             | ↗1774                    | 48,00         |
| 12 | Курское сельское поселение        | посёлок Курск          | 13                            | ↗2537                    | 167,50        |
| 13 | Рабитицкое сельское поселение     | деревня Рабитицы       | 5                             | ↗1724                    | 62,00         |
| 14 | Сабское сельское поселение        | деревня Большой Сабск  | 20                            | ↘1813                    | 496,03        |
| 15 | Сельцовское сельское поселение    | посёлок Сельцо         | 12                            | ↗2598                    |               |
| 16 | деревня Терпилицы                 | 13                     | ↘1654                         | 103,50                   |               |

## Местное самоуправление

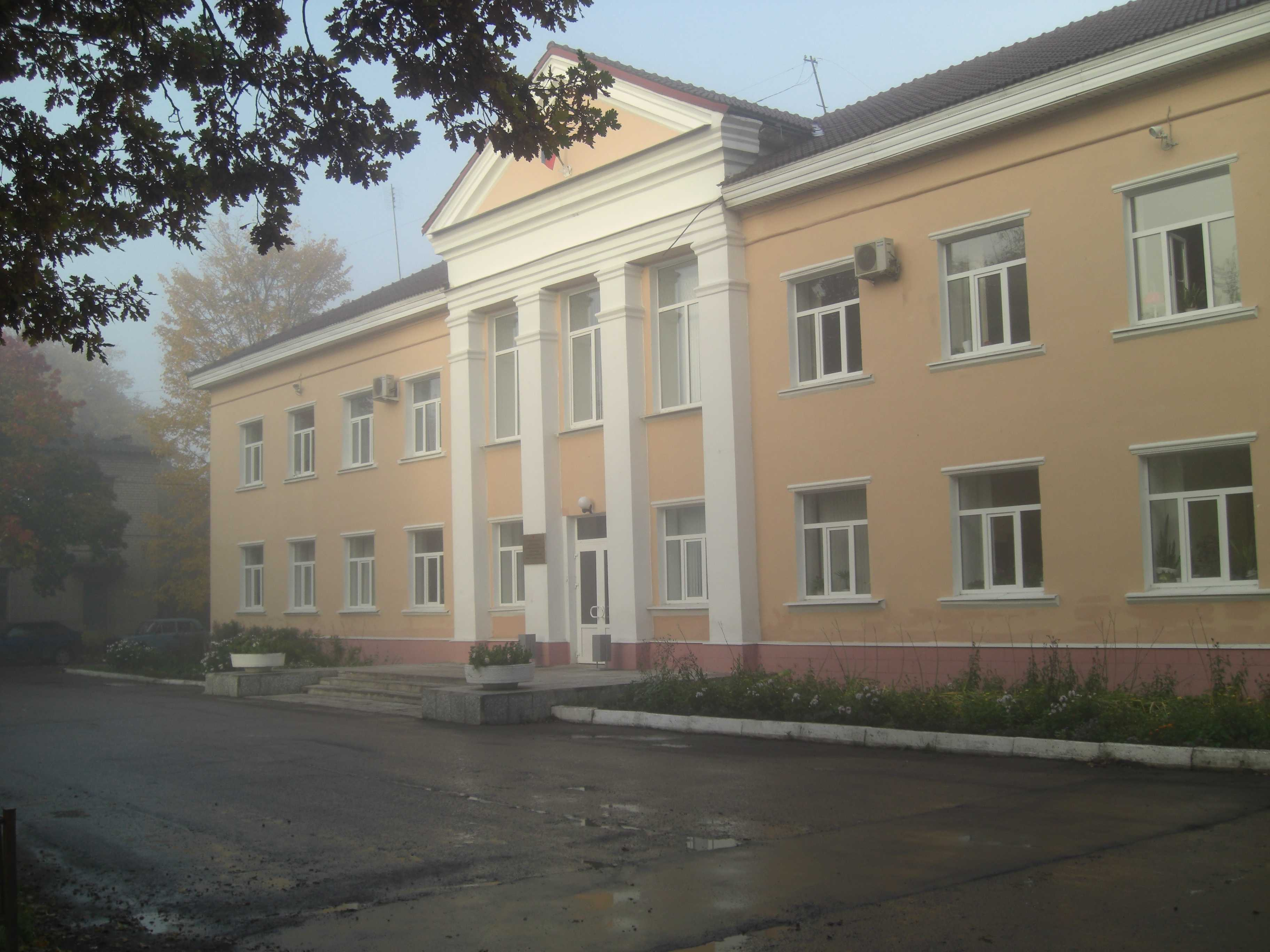
Администрация Волосовского муниципального района

Представительную власть в районе осуществляет Совет депутатов. В него входят по 2 представителя от каждого поселения района: глава поселения и один из депутатов, избранный Советом депутатов поселения из своих рядов. Совет депутатов района возглавляет Глава района, выбираемый Советом из своих рядов. С сентября 2014 года Главой района является Савенков Виктор Георгиевич.
Исполнительную власть в районе осуществляет Администрация. Глава администрации назначается Советом депутатов из числа кандидатов, отобранных специальной конкурсной комиссией, члены которой назначаются Советом депутатов района и Губернатором Ленинградской области. С 1 января 2006 года Главой администрации района является Рыжков Василий Васильевич.

## Экономика
Основой экономики района является сельское хозяйство, представленное 14 акционерными обществами и 3 госсельхозпредприятиями. Особенно хорошо развито производство молока и картофеля. Сельскохозяйственные угодья занимают 27,5 % всей площади.
Из промышленных предприятий в районе расположен комбикормовый завод, молочный завод и хлебокомбинат. Значительное место занимают предприятия лесной и деревообрабатывающей отрасли.
Активно развивается малый бизнес в строительстве, заготовке и обработке древесины, торговле, социальной сфере.

## Транспорт
Главным транспортным узлом района является город Волосово.

### Железнодорожный транспорт
По территории района проходит железная дорога Гатчина — Сланцы/Ивангород, на ней расположены станции Кикерино, Волосово, Вруда, Молосковицы, а также остановочные пункты Роговицы, Овинцево, Ястребино. По этой дороге проходят пригородные поезда и поезда дальнего следования, однако поезда дальнего следования не имеют остановок не территории Волосовского района.
Пригородные поезда:
- 6661 Санкт-Петербург, Балтийский вокзал — Ивангород
- 6662 Ивангород — Гатчина, Балтийский вокзал
- 6663 Гатчина, Балтийский вокзал — Кингисепп
- 6600 Кингисепп — Санкт-Петербург, Балтийский вокзал
- 6673 Санкт-Петербург, Витебский вокзал — Гдов
- 6674 Гдов — Санкт-Петербург, Витебский вокзал

Также по территории района проходит узкоколейная железная дорога Реполка — 46 км (Лесосклад), в пассажирском движении не используется.

### Автомобильные дороги
По территории района проходят автодороги:
- А180 «Нарва» E 20 (Санкт-Петербург — Ивангород — граница с Эстонией)
- 41А-002 (Гатчина — Ополье)
- 41А-003 (Кемполово — Выра — Шапки)
- 41А-186 (Толмачёво — автодорога «Нарва»)
- 41А-187 (Пружицы — Красный Луч)
- 41К-013 (Жабино — Вересть)
- 41К-014 (Волосово — Керново)
- 41К-043 (Карстолово — Черенковицы — Терпилицы, с подъездом к дер. Коростовицы)
- 41К-044 (Каськово — Ольхово)
- 41К-045 (Большая Вруда — Овинцево)
- 41К-046 (Большая Вруда — Сырковицы)
- 41К-047 (Молосковицы — Кряково)
- 41К-048 (Извоз — Лемовжа)
- 41К-049 (Хотнежа — Сосницы)
- 41К-050 (Терпилицы — Коноховицы)
- 41К-051 (Каськово — Шёлково)
- 41К-052 (Роговицы — Калитино)
- 41К-053 (Рогатино — Горки)
- 41К-054 (Новые Смолеговицы — Курск)
- 41К-192 (Хотыницы — Каложицы)
- 41К-343 (подъезд к дер. Поддубье)
- 41К-344 (подъезд к дер. Коряча)
- 41К-345 (подъезд к дер. Курковицы)
- 41К-346 (подъезд к дер. Котино)
- 41К-349 (Бегуницы — Синковицы)
- 41К-351 (подъезд к дер. Горки)
- 41К-352 (Волгово — Ожогино)
- 41К-353 (Торосово — Курголово)
- 41К-354 (Сумино — Красные Череповицы — Соколовка)
- 41К-355 (подъезд к дер. Эдази)
- 41К-356 (Курковицы — Глумицы)
- 41К-357 (Местаново — Зябицы)
- 41К-358 (Каськово — Модолицы)
- 41К-359 (Ущевицы — Большие Озертицы)
- 41К-360 (Шёлково — Голубовицы)
- 41К-361 (Извара — Чёрное)
- 41К-363 (Волгово — Муратово)
- 41К-365 (подъезд к дер. Красное Брызгово)
- 41К-366 (подъезд к дер. Горицы)
- 41К-367 (подъезд к пос. Сумино)

### Автобусное сообщение
Пассажирские перевозки по муниципальным, межмуниципальным и междугородным маршрутам осуществляются, в основном, двумя компаниями: ИП Будзинский Ю.В. и ГП «Старт» (ООО «Волосово-Межрегионтранс, ООО «Сланцы-ПАП»), а также компаниями ИП Трофимов А.М. и ИП Ремизов М.Г.
Два межмуниципальных маршрута (проходящие из Гатчинского муниципального округа) обслуживает ООО «Вест-Сервис» (НТА). Основными марками автобусов являются ПАЗ и ЛиАЗ, а также Scania и Yutong.

## Социальная сфера

### Образование
- Бегуницкий агролицей
- Беседский совхоз-техникум
- 19 общеобразовательных школ
- Вспомогательная школа-интернат
- Районный детский дом
- 21 детское дошкольное учреждение

### Медицина
- 4 больницы
- 16 амбулаторных поликлинических учреждений
- Дневной профилакторий в Волосове
- Дом-интернат для пожилых людей в Кикерино
- Центр помощи детям в Кикерино

### Культура
- 19 Домов культуры
- 3 клуба
- 19 библиотек
- 1 музыкальная школа[43]
- Волосовская школа искусств им. Н. К. Рериха
- Бегуницкая школа искусств

## Достопримечательности

### Музеи и выставочные залы
- Историко-краеведческий народный музей г. Волосово
- Сабский народный историко-краеведческий музей (Диорама «Лужский оборонительный рубеж — 1941 год» в Большом Сабске
- Музей Н. К. Рериха в Изваре
- Дом-музей Бориса Вильде в Ястребино
- Выставочный зал в Калитино

Музей Н. К. Рериха в Изваре.
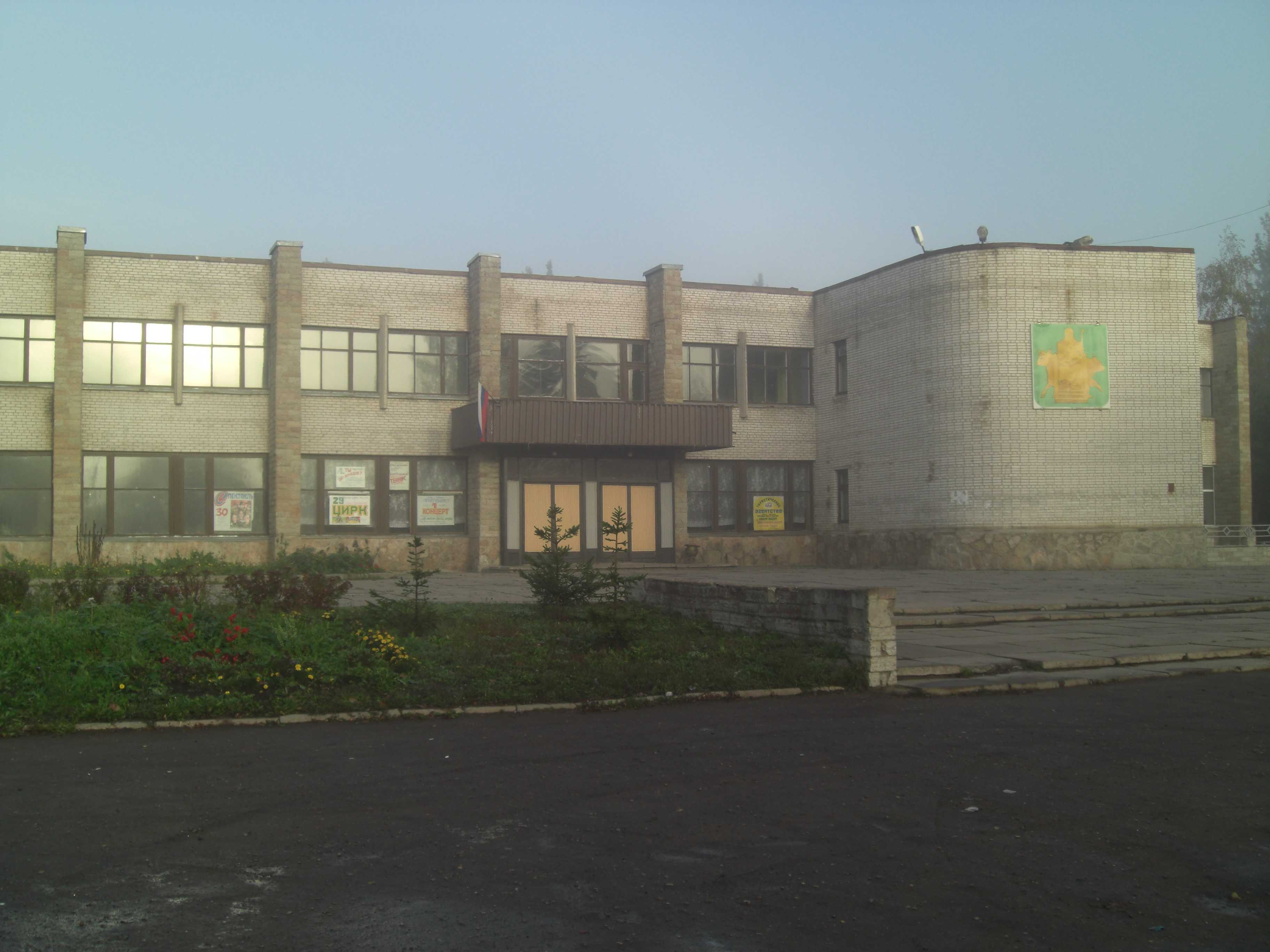
Дом культуры в Волосове

### Исторические усадьбы, парки и постройки
- Усадьба Врангеля в Торосове
- Парк бывшей усадьбы М. В. Велио в Аллее Гомонтово
- Усадьба Корфов и Ф. В. Рымашевского в Анташах
- Парк бывшей усадьбы Веймарна в Беседе
- Усадьба А. Б. Бурянского в Калитино
- Здание почтовой станции в Каськове
- Усадьба Ю. К. Довра в Кемполово
- Усадьба П. К. Ваулина в Кикерино
- Усадьба Остен-Сакенов в Кирове
- Парк бывшей усадьбы И. А. Мусина-Пушкина в Клопицах
- Усадьба Вейманов и А. К. Казем-Бека в Коноховицах
- Усадьба А. Я. Афанасьева в Курковицах
- Усадебный парк в Лопце
- Усадьба генерала Мезенцева и адмирала Стеценко в Остроговицах
- Парк бывшей усадьбы Брискорнов в Пятой Горе
- Усадьба Корфов и Врангелей в усадьбе Раскулицы
- Парк бывшей усадьбы А. И. Сахарова и Давыдовой в Редкине
- Парк бывшей усадьбы К. Е. Сиверса, Я. Е. Сиверса и Н. И. Корфа в Сельце
- Парк бывшей усадьбы Дибича и Г. Л. Тизенгаузена в Смердовицах
- Усадьба Е. П. Веймарна и Голубева в Сяглицах
- Усадьба Врангелей в Терпилицах
- Парк бывшей усадьбы Рагулова в Хревицах
- Здание почтовой станции в Чирковицах

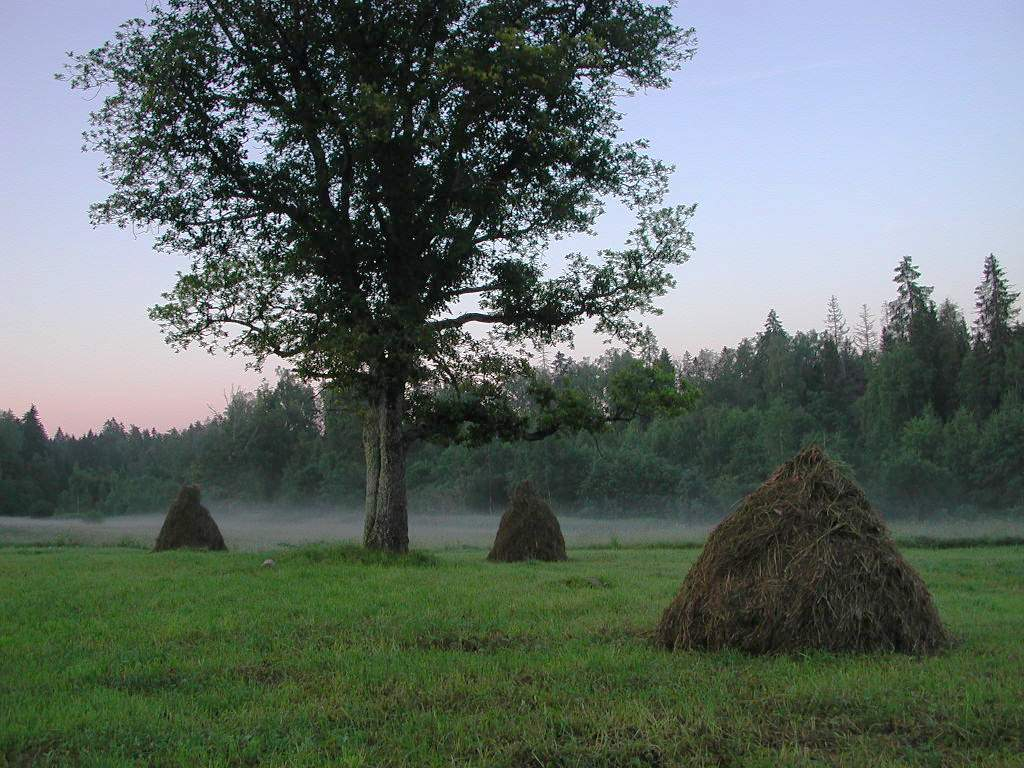
Усадьба Корфов в дер. Раскулицы

### Церкви, монастыри, часовни
- Церковь Александра Невского в Волосове
- Николо-Пятницкая церковь в Изваре
- Церковь святого Георгия в Яблоницах
- Церковь успения Пресвятой Богородицы в Большой Вруде
- Часовня в Изваре
- Церковь Тихвинской Богоматери в Курковицах
- Лютеранская церковь святого Иоанна Крестителя в Губаницах
- Церковь архистратига Михаила в Бегуницах
- Церковь во имя святой мученицы Ирины в Волгове
- Церковь иконы Смоленской Божией Матери в Волне
- Часовня святого великомученика Георгия в Домашковицах
- Церковь святых апостолов Петра и Павла в Заполье
- Церковь святого Николая Чудотворца в Ильешах
- Церковь во имя святой великомученицы Екатерины в Каложицах
- Церковь святого Николая Мирликийского в Кикерине
- Церковь во имя святых первоверховных апостолов Петра и Павла в Клопицах
- Церковь Воскресения Словущего в Курске (б. дер. Яблоницы)
- Богородичный Пятогорский женский монастырь в Курковицах
- Лютеранская церковь (Белая кирха) в Молосковицах
- Часовня покрова Божией Матери в Остроговицах
- Церковь во имя Пресвятой Троицы в Пятой Горе
- Церковь во имя Преображения Господня в усадьбе Раскулицы
- Троицкая церковь в Редкине
- Часовня святого пророка Ильи в Сумске
- Церковь во имя покрова Пресвятой Богородицы в Хотнеже
- Церковь Спаса Нерукотворного образа в Чирковицах
- Церковь во имя святой мученицы Елены в Шёлкове
- Церковь во имя святого Николая Чудотворца в Ястребине

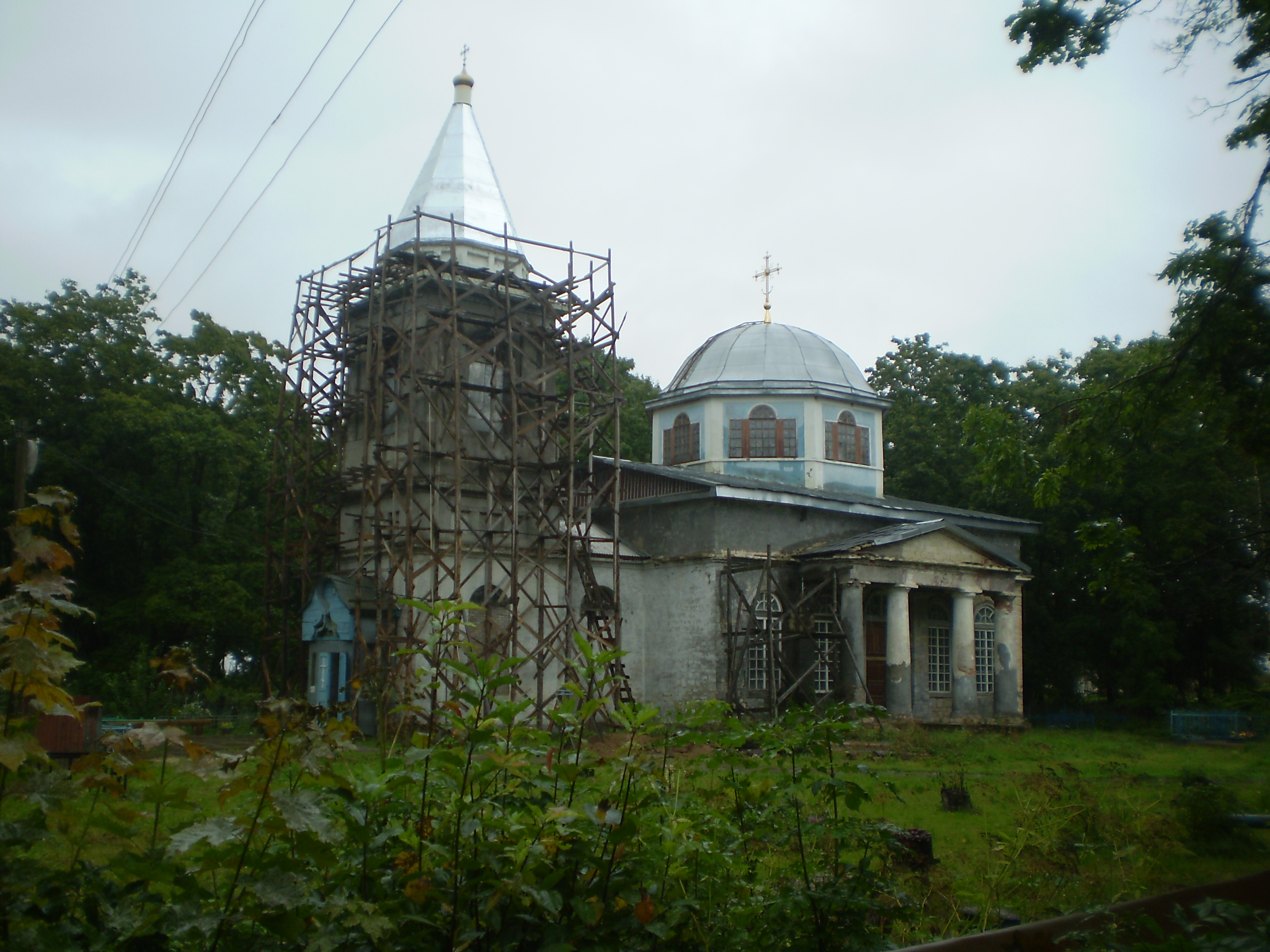
Церковь Успения Пресвятой Богородицы в дер. Большая Вруда.
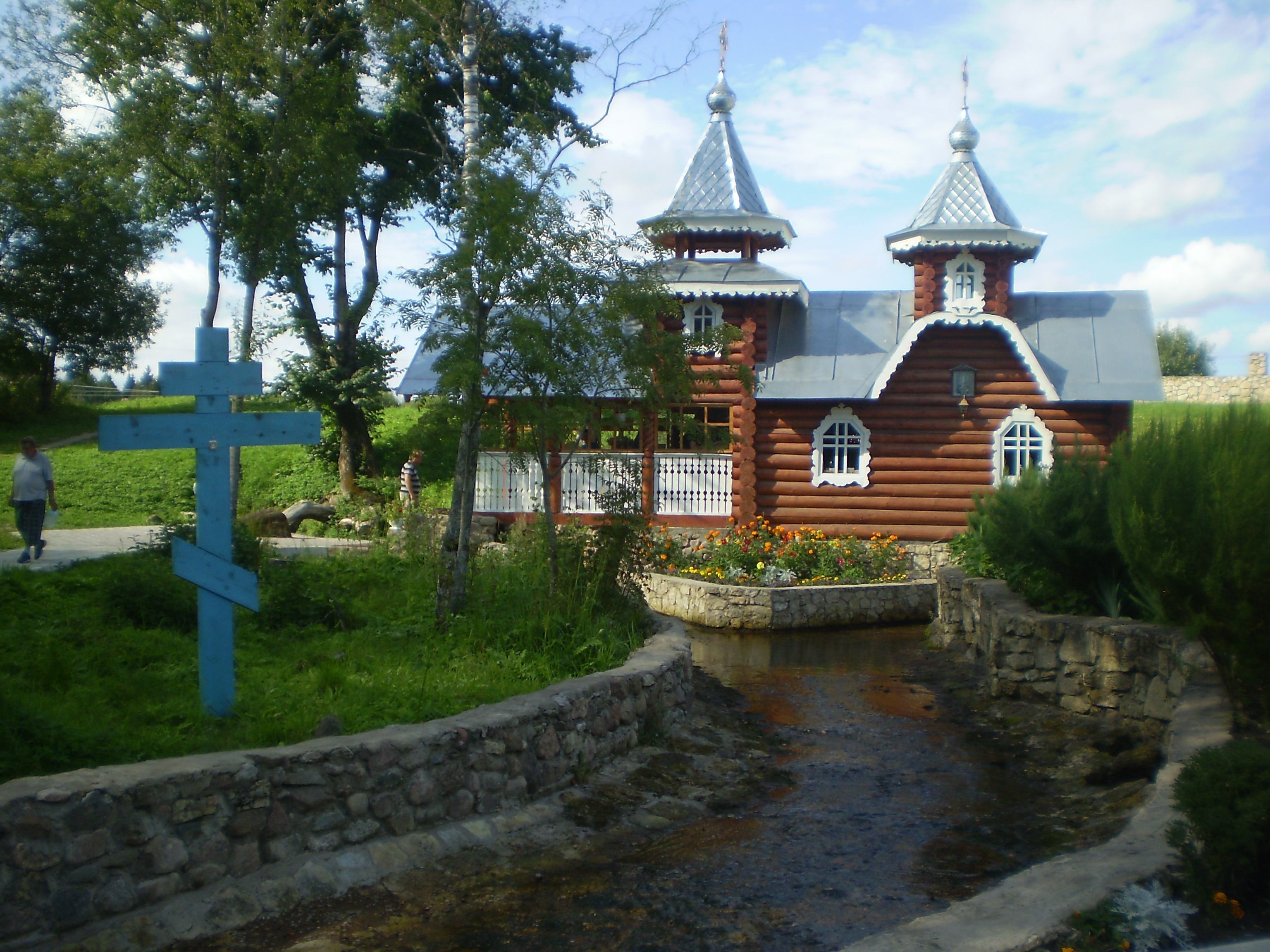
Пантелеймоновский храм на 69 км дороги Р38 у дер. Каложицы.

### Памятники и исторические захоронения
- Мемориальный комплекс «Малая Хатынь» в Большом Заречье
- Курганно-жальничий могильник «Священная Роща» в Беседе
- Межевой каменный столб XIX века с числом ревизских душ в Курске (б. дер. Яблоницы) (Р39)
- Памятник Н. Н. Демидову в Чирковицах (А180 E 20)

Часовня св. Пантелеимона на 69 км дороги Р38 у дер. Каложицы.

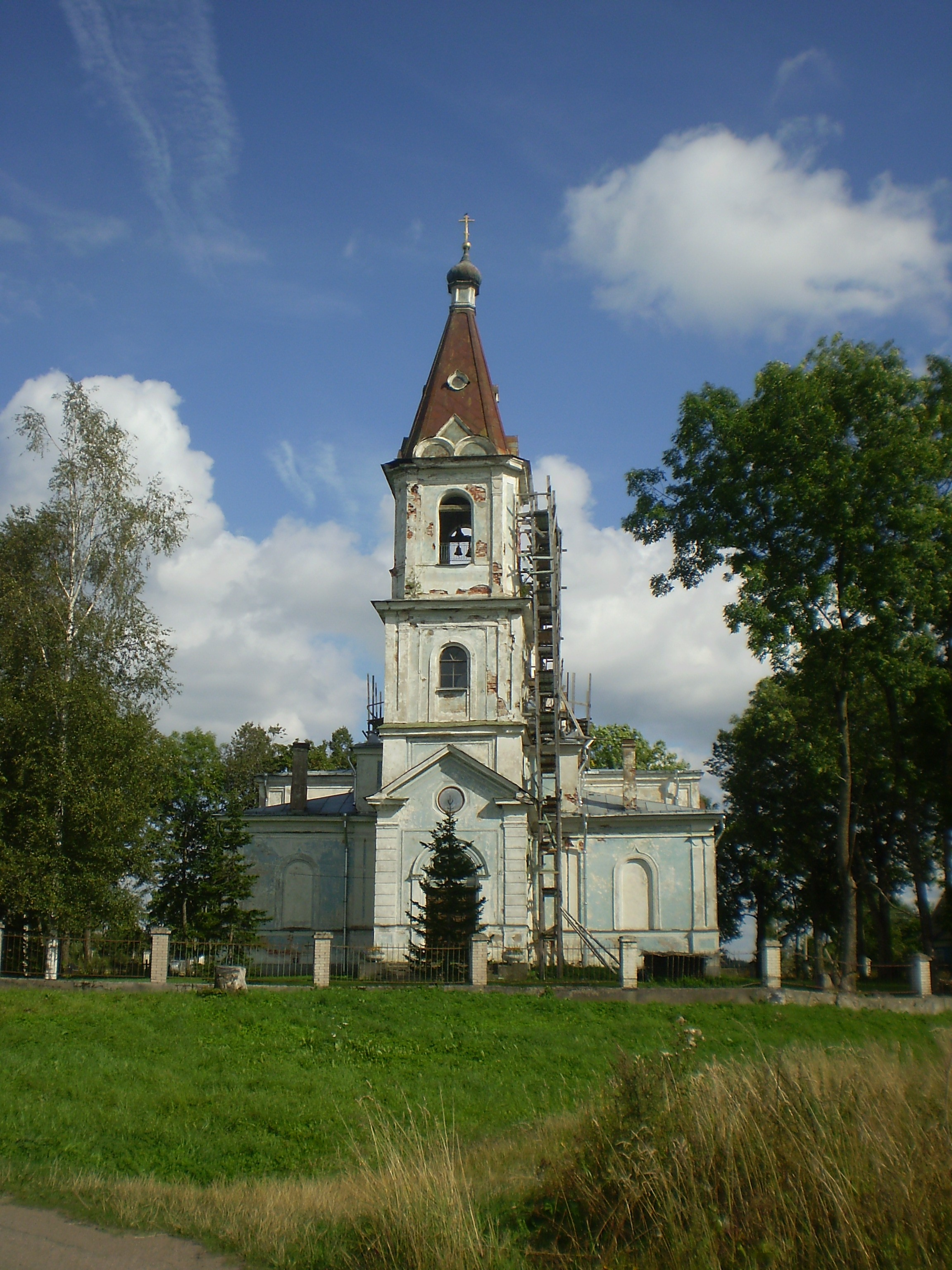
Никольский Пятницкий храм в дер. Ильеши.
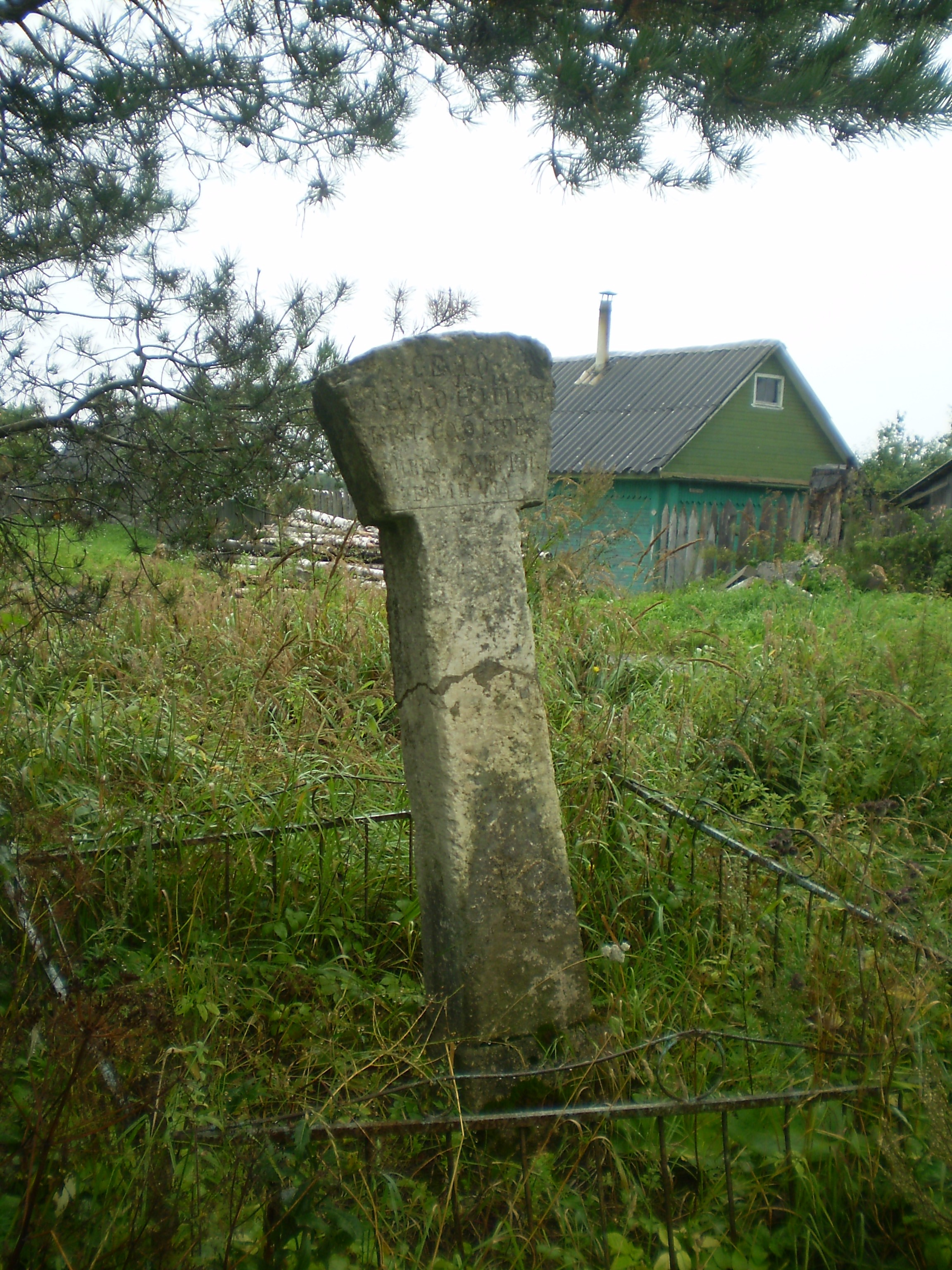
Ревизский столб в Курске (б. дер. Яблоницы)
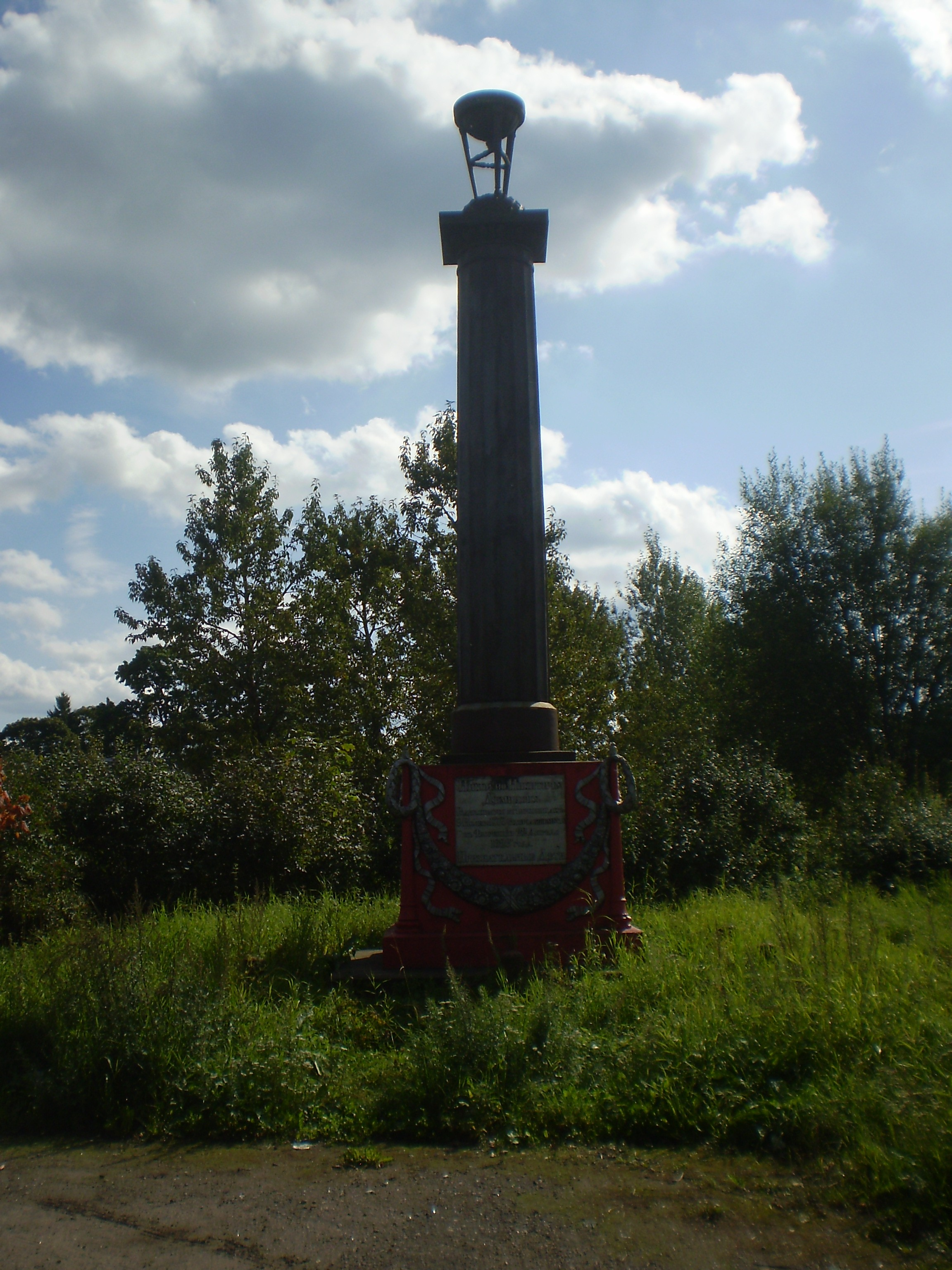
Памятник Н. Н. Демидову в дер. Чирковицы.

### Достопримечательности природы
- Истоки реки Оредеж в урочище «Донцо» — региональный комплексный памятник природы
- Верховья реки Вруда и болото «Большой мох»
- Урочище Хюльгюзи — озеро карстово-ледникового происхождения, можжевеловая пустошь, остатки деревень